# Jagdgeschwader 4 (1917–1918)
Königlich Bayerische Jagdgeschwader Nr. IV – JG IVb – wyspecjalizowana niemiecka jednostka lotnicza Luftstreitkräfte z okresu I wojny światowej.
Wzorując się na utworzonej przez Manfreda von Richthofena w czerwcu 1917 jednostce Jagdgeschwader Nr 1 na początku października 1918 roku, w ostatniej fazie wojny, utworzono podobne zgrupowanie nazwane Jagdgeschwader nr 4. Powstał on z czterech bawarskich eskadr myśliwskich Jagdstaffel 23, Jagdstaffel 32, Jagdstaffel 34 i Jagdstaffel 35 w jedną jednostkę taktyczną pod dowództwem asa Jagdstaffel 21 i ówczesnego dowódcy Jagdstaffel 23, kapitana Eduarda von Schleicha.
Dywizjon latał samolotami Fokker Dr.I.

## Dowódcy dywizjonu
| Stopień | Nazwisko            | Okres                   |
| ------- | ------------------- | ----------------------- |
| Kapitan | Eduard von Schleich | 03.10.1918 – 11.11.1918 |